# Losseni Kone
Losseni Kone (ur. 11 kwietnia 2001) – niemiecki judoka. 
Uczestnik mistrzostw świata w 2023, 2024 i 2025, a także zdobył medal w drużynie. Startował w Pucharze Świata w 2022 i 2023. Siódmy na mistrzostwach Europy w 2024. Drugi na igrzyskach europejskich w 2023 w drużynie. Mistrz kraju w 2023; drugi w 2022; trzeci w 2019 i 2020 roku.